# حزب کارگران متحد لهستان
حزب کارگران متحد لهستان (به لهستانی: Polska Zjednoczona Partia Robotnicza) حزبی کمونیست بود که طی سال‌های ۱۹۴۸ تا ۱۹۸۹ میلادی در یک نظام تک‌حزبی در جمهوری خلق لهستان حاکم بود. این حزب در دسامبر ۱۹۴۸ از ادغام حزب کارگران لهستان و حزب سوسیالیست لهستان بنیان پدید آمد. حزب کارگران متحد از نظر ایدئولوژی حزبی مارکسیسم-لنینیست با گرایش‌های قوی ملی‌گرایی چپ‌گرا بود. این حزب در دوران حکومت خود کنترل کاملی بر موسسه‌های دولتی لهستان، ارتش خلق لهستان، آژانس‌های امنیتی این کشور، نیروهای پلیس و رسانه‌های دولتی داشت.
در ژانویه ۱۹۹۰ بخش اصلی این حزب به «سوسیال دموکراسی جمهوری لهستان» تغییر نام داد. در آوریل ۱۹۹۹ این حزب به همراه احزاب دیگر به «اتحاد چپ دموکراتیک» پیوست که همچنان در مبارزات سیاسی لهستان حضور دارد. بخش‌های دیگر حزب به «اتحادیه سوسیال دموکرات لهستان» و «اتحادیه کمونیست‌های لهستان» پیوستند. این اتحادیه از سال ۲۰۰۲ حزب کمونیست لهستان را به وجود آورده‌است.

## رهبران
فهرست رهبران حزب کارگران متحد لهستان در ادامه آمده‌است. از ۱۹۵۴ رهبر حزب، ریاست کمیته مرکزی را بر عهده داشته‌است. پس بولسواف بیروت که دبیرکل حزب بوده، رهبران حزب به عنوان «دبیر اول» انتخاب می‌شدند.
| # | نام                | تصویر | تصدی پست     | ترک پست      | یادداشت  |
| - | ------------------ | ----- | ------------ | ------------ | -------- |
| ۱ | بولسواف بیروت      |       | دسامبر ۱۹۴۸  | مارس ۱۹۵۶    | دبیرکل   |
| ۲ | ادوارد اوکساپ      |       | مارس ۱۹۵۶    | اکتبر ۱۹۵۶   | دبیر اول |
| ۳ | ولادیسلاو گومولکا  |       | اکتبر ۱۹۵۶   | دسامبر ۱۹۷۰  | دبیر اول |
| ۴ | ادوارد گیئرک       |       | دسامبر ۱۹۷۰  | سپتامبر ۱۹۸۰ | دبیر اول |
| ۵ | استانیسلاو کانیا   |       | سپتامبر ۱۹۸۰ | اکتبر ۱۹۸۱   | دبیر اول |
| ۶ | وویچخ یاروزلسکی    |       | اکتبر ۱۹۸۱   | ژوئیه ۱۹۸۹   | دبیر اول |
| ۷ | میه‌چیسواف راکوفسکی |       | ژوئیه ۱۹۸۹   | ژانویه ۱۹۹۰  | دبیر اول |